# Associazione Calcio Milan 2004-2005
Questa voce raccoglie le informazioni riguardanti l'Associazione Calcio Milan nelle competizioni ufficiali della stagione 2004-2005.

## Stagione
I rinforzi principali per i campioni d'Italia sono l'argentino Hernán Crespo, prelevato dal Chelsea, e l'olandese Jaap Stam, proveniente dalla Lazio. Contro gli stessi biancocelesti il Milan si aggiudica la Supercoppa italiana il 21 agosto, imponendosi per 3-0 a San Siro grazie alla tripletta di Ševčenko.
La difesa del titolo nazionale inizia contro il Livorno: Seedorf porta in vantaggio i rossoneri per due volte, ma gli amaranto (di nuovo in Serie A dopo 55 anni) raggiungono il pari con Lucarelli. Il centrocampista si ripete in Champions League, dando al Milan i tre punti sul campo dello Šachtar. Nel prosieguo del campionato la squadra ottiene tre vittorie, con in mezzo una sconfitta casalinga contro il neo-promosso Messina. Nei mesi autunnali, oltre a primeggiare nel girone di Champions League (davanti al Barcellona), i Diavoli lottano per la testa della classifica con la Juventus. Lo scontro diretto con i bianconeri in terra piemontese, all'ultima giornata prima della sosta natalizia, termina con un pareggio senza reti.
Il 19 febbraio il Milan compie l'aggancio alla Juventus in vetta nonostante le sconfitte con Livorno e Bologna maturate nelle prime giornate del girone di ritorno. Nello stesso mese il club di via Turati estromette dagli ottavi di finale di Champions League il Manchester United: entrambe le sfide terminano con il risultato di 1-0, con gol messi a segno dall'argentino Crespo. Mentre in campionato continua il testa a testa con la Juventus, i quarti di finale di Champions league propongono nuovamente (dopo l'incrocio del 2002-2003) il derby con l'Inter. L'andata si conclude sul punteggio di 2-0 (gol di Ševčenko e Stam), mentre la gara di ritorno viene sospesa al 73' sul risultato di 0-1 per il Milan (altra rete di Ševčenko): al culmine di una contestazione della curva interista a seguito di una rete annullata a Cambiasso poco prima, un fumogeno lanciato dai tifosi nerazzurri colpisce alla testa il portiere Dida, causando il 3-0 a tavolino in favore del Milan.
Nel successivo turno di campionato, i rossoneri perdono a Siena e sono staccati dai bianconeri, ma li riagganciano già nella giornata successiva (turno infrasettimanale). Avversario della semifinale di Champions League è il PSV Eindhoven, sconfitto per 2-0 a San Siro. La partita di ritorno vede il PSV portarsi in vantaggio per 2-0, risultato che avrebbe protratto la sfida ai tempi supplementari, ma un gol di Massimo Ambrosini a pochi minuti dal termine regala la qualificazione alla finale ai rossoneri, rendendo inutile anche il gol del 3-1 segnato dagli olandesi pochi secondi più tardi: con un complessivo 3-3 il Milan si qualifica infatti grazie al gol segnato in trasferta.
La domenica seguente, l'8 maggio, va in scena lo scontro al vertice con la Juventus: un gol di Trezeguet manda al tappeto i milanesi, che vengono superati per tre punti dai rivali. I due successivi pareggi contro Lecce in trasferta e Palermo in casa, rispettivamente per 2-2 e 3-3, assegnano il tricolore ai bianconeri in anticipo rispetto alla fine del campionato.
Il 25 maggio la squadra scende in campo a Istanbul contro il Liverpool per disputare la decima finale di Coppa dei Campioni della sua storia. Il capitano Maldini apre le marcature, con il gol più veloce in una finale del torneo. I rossoneri, prima dell'intervallo, si portano addirittura sul triplo vantaggio grazie a una doppietta di Crespo. Viene anche annullato per fuorigioco il 4-0 di Ševčenko, parso regolare ai più. Nella ripresa gli inglesi pervengono al pari in soli sei minuti: autori dei gol sono Gerrard, Vladimír Šmicer e Xabi Alonso, che va in rete sulla respinta di un rigore. La situazione di parità permane fino al 90', resistendo poi nei supplementari dove il portiere del Liverpool Dudek compie una parata decisiva su un tiro ravvicinato di Ševčenko. Come due anni prima, la coppa per il Milan si decide ai rigori: qui è il Liverpool a prevalere, vincendo per 3-2. Gli errori sono di Serginho, Pirlo e Ševčenko. Per la seconda volta in due stagioni, il club perde così un trofeo ai tiri dal dischetto dopo la Coppa Intercontinentale del dicembre 2003.
Quattro giorni dopo il campionato si chiude con un pareggio (1-1) contro l'Udinese, che permette al Milan di terminare in seconda posizione, con 79 punti (7 in meno della Juventus).

## Divise e sponsor

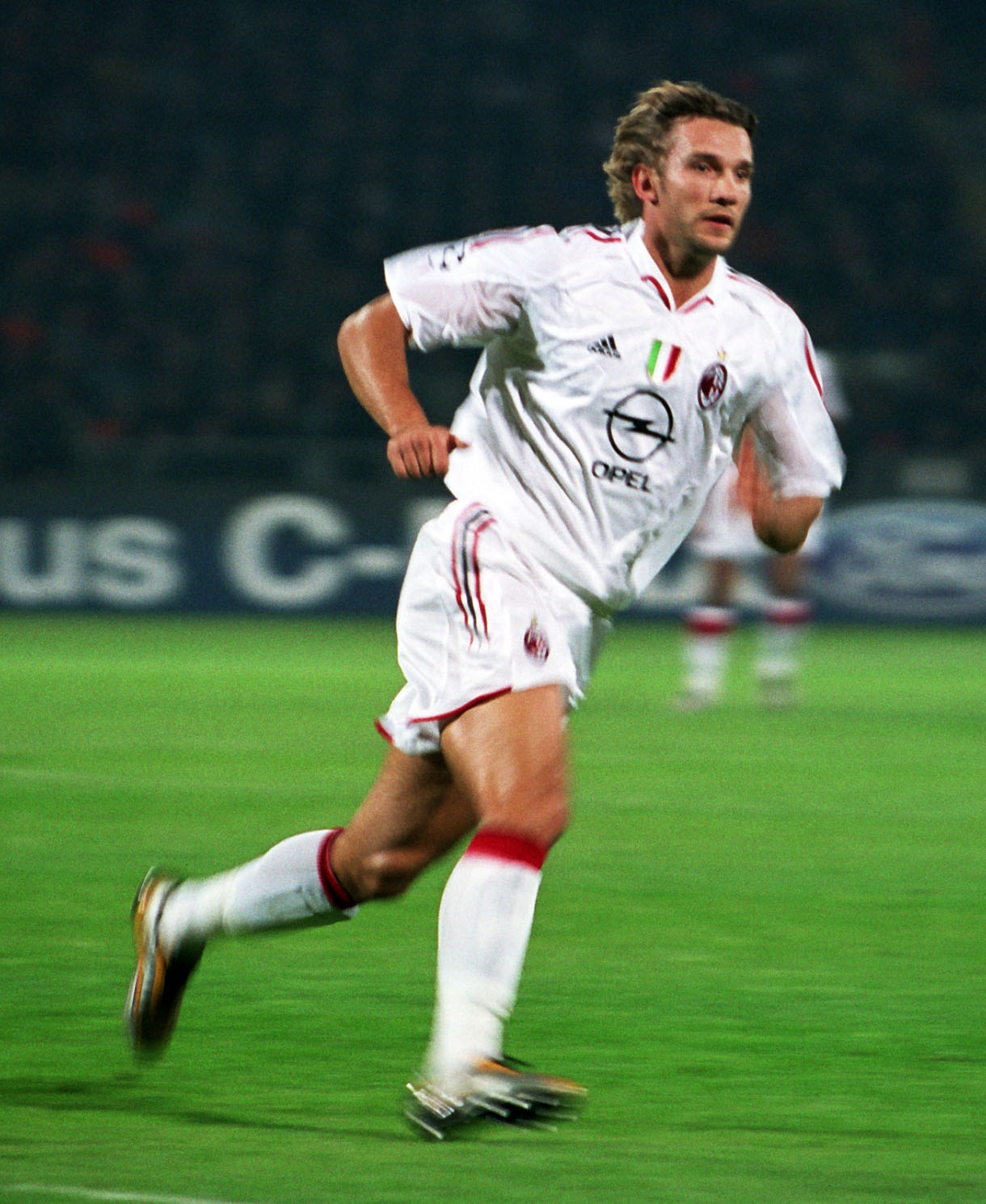
Andrij Ševčenko, miglior marcatore rossonero della stagione, in azione con la seconda divisa bianca.

Lo sponsor tecnico per la stagione 2004-2005 è Adidas, mentre lo sponsor ufficiale è Opel. La divisa è una maglia a strisce verticali della stessa dimensione, rosse e nere, con pantaloncini e calzettoni neri. La divisa di riserva è completamente bianca, mentre la terza divisa è a maglia e calzettoni oro con pantaloncini neri.
| Casa | Trasferta | Terza divisa | 1ª portiere | 2ª portiere | 3ª portiere |

## Organigramma societario
Dal sito internet ufficiale della società.
Area direttiva
- Presidente: Silvio Berlusconi (fino al 28 dicembre 2004), carica vacante[1] (dal 29 dicembre 2004)
- Vice presidenti: Adriano Galliani (vicario), Paolo Berlusconi, Gianni Nardi
- Amministratore delegato: Adriano Galliani
- Assistente del vice presidente vicario e amministratore delegato: Leonardo Nascimento de Araújo[36]

Area organizzativa
- Direttore organizzativo: Umberto Gandini
- Team manager: Silvano Ramaccioni

Area comunicazione
- Direttore comunicazione: Vittorio Mentana
- Vice direttore comunicazione: Giuseppe Sapienza

Area marketing
- Vice direttore commerciale & marketing: Laura Masi

Area tecnica
- Direttore sportivo: Ariedo Braida
- Allenatore: Carlo Ancelotti
- Allenatore in seconda: Mauro Tassotti
- Assistente tecnico: Luigi Balestra
- Preparatori atletici: Daniele Tognaccini (responsabile), Giovanni Mauri
- Preparatori dei portieri: Villiam Vecchi (responsabile), Beniamino Abate

Area sanitaria
- Coordinatore sanitario: Jean Pierre Meersseman
- Medico sociale: Massimiliano Sala
- Chiropratico: Johannes Breum
- Fisioterapisti: Sebastiano Genovese, Giorgio Puricelli, Tomislav Vrbnjak
- Massofisioterapista: Roberto Morosi
- Massaggiatore: Roberto Boerci
- Athletic trainer: William Tillson

## Rosa
La rosa e la numerazione sono aggiornate al marzo 2005.
| N. |                       | Ruolo | Calciatore                            |
| -- | --------------------- | ----- | ------------------------------------- |
| 1  | Brasile (bandiera)    | P     | Dida                                  |
| 2  | Brasile (bandiera)    | D     | Cafu                                  |
| 3  | Italia (bandiera)     | D     | Paolo Maldini (capitano)              |
| 4  | Georgia (bandiera)    | D     | K'akhaber K'aladze                    |
| 5  | Italia (bandiera)     | D     | Alessandro Costacurta (vice capitano) |
| 7  | Ucraina (bandiera)    | A     | Andrij Ševčenko                       |
| 8  | Italia (bandiera)     | C     | Gennaro Gattuso                       |
| 9  | Italia (bandiera)     | A     | Filippo Inzaghi                       |
| 10 | Portogallo (bandiera) | C     | Rui Costa                             |
| 11 | Argentina (bandiera)  | A     | Hernán Crespo                         |
| 12 | Italia (bandiera)     | P     | Valerio Fiori                         |
| 13 | Italia (bandiera)     | D     | Alessandro Nesta                      |
| 14 | Croazia (bandiera)    | D     | Dario Šimić                           |
| 15 | Danimarca (bandiera)  | A     | Jon Dahl Tomasson                     |

| N. |                        | Ruolo | Calciatore         |
| -- | ---------------------- | ----- | ------------------ |
| 17 | Italia (bandiera)      | P     | Christian Abbiati  |
| 19 | Argentina (bandiera)   | D     | Fabricio Coloccini |
| 20 | Paesi Bassi (bandiera) | C     | Clarence Seedorf   |
| 21 | Italia (bandiera)      | C     | Andrea Pirlo       |
| 22 | Brasile (bandiera)     | C     | Kaká               |
| 23 | Italia (bandiera)      | C     | Massimo Ambrosini  |
| 24 | Francia (bandiera)     | C     | Vikash Dhorasoo    |
| 26 | Italia (bandiera)      | D     | Giuseppe Pancaro   |
| 27 | Brasile (bandiera)     | C     | Serginho           |
| 30 | Paesi Bassi (bandiera) | D     | Harvey Esajas      |
| 31 | Paesi Bassi (bandiera) | D     | Jaap Stam          |
| 32 | Italia (bandiera)      | C     | Cristian Brocchi   |
| 46 | Italia (bandiera)      | D     | Lino Marzorati     |
| 47 | Italia (bandiera)      | D     | Romano Perticone   |

## Calciomercato

### Sessione estiva
| Acquisti | Acquisti            | Acquisti        | Acquisti                         |  |
| R.       | Nome                | da              | Modalità                         |  |
| -------- | ------------------- | --------------- | -------------------------------- |  |
| P        | Gabriele Aldegani   | Rimini          | fine prestito                    |  |
| D        | Fabricio Coloccini  | Villarreal      | fine prestito                    |  |
| D        | Harvey Esajas       |                 | svincolato                       |  |
| D        | Roque Júnior        | Siena           | fine prestito                    |  |
| D        | Mohamed Sarr        | Atalanta        | fine prestito                    |  |
| D        | Jaap Stam           | Lazio           | definitivo                       |  |
| C        | Catilina Aubameyang | Ancona          | fine prestito                    |  |
| C        | Samuele Dalla Bona  | Bologna         | fine prestito                    |  |
| C        | Vikash Dhorasoo     | Olympique Lione | svincolato                       |  |
| C        | Marco Donadel       | Parma           | fine prestito                    |  |
| C        | Massimo Donati      | Sampdoria       | fine prestito                    |  |
| A        | Hernán Crespo       | Chelsea         | prestito con diritto di riscatto |  |
| A        | Vitali Kutuzov      | Avellino        | fine prestito                    |  |

| Cessioni | Cessioni            | Cessioni         | Cessioni      |
| R.       | Nome                | a                | Modalità      |
| -------- | ------------------- | ---------------- | ------------- |
| P        | Gabriele Aldegani   | Piacenza         | definitivo    |
| D        | Ignazio Abate       | Napoli           | prestito      |
| D        | Martin Laursen      | Aston Villa      | definitivo    |
| D        | Roque Júnior        | Bayer Leverkusen | definitivo    |
| D        | Mohamed Sarr        | Vittoria         | prestito      |
| C        | Catilina Aubameyang | Rimini           | prestito      |
| C        | Samuele Dalla Bona  | Lecce            | prestito      |
| C        | Marco Donadel       | Sampdoria        | prestito      |
| C        | Massimo Donati      | Messina          | prestito      |
| C        | Fernando Redondo    |                  | fine carriera |
| A        | Marco Borriello     | Reggina          | prestito      |
| A        | Nicola Pozzi        | Napoli           | prestito      |
| A        | Vitali Kutuzov      | Sampdoria        | comproprietà  |

### Sessione invernale
| Acquisti | Acquisti            | Acquisti  | Acquisti      |
| R.       | Nome                | da        | Modalità      |
| -------- | ------------------- | --------- | ------------- |
| C        | Catilina Aubameyang | Rimini    | fine prestito |
| C        | Marco Donadel       | Sampdoria | fine prestito |

| Cessioni | Cessioni            | Cessioni            | Cessioni   |
| R.       | Nome                | a                   | Modalità   |
| -------- | ------------------- | ------------------- | ---------- |
| D        | Fabricio Coloccini  | Deportivo La Coruña | definitivo |
| C        | Catilina Aubameyang | Ancona              | prestito   |
| C        | Marco Donadel       | Fiorentina          | prestito   |

## Risultati

### Serie A

#### Girone di andata
| Arbitro: | Pieri (Lucca) |

|                 |           |                             |
| Seedorf 3’, 47’ | Marcatori | 9’ (rig.), 67’ C. Lucarelli |

| Arbitro: | Messina (Bergamo) |

|  |           |                                |
|  | Marcatori | 84’ (rig.) Ševčenko 90+1’ Kaká |

| Arbitro: | Rosetti (Torino) |

|             |           |                         |
| Pancaro 54’ | Marcatori | 55’ Giampà 59’ Zampagna |

| Arbitro: | Paparesta (Bari) |

|           |           |                   |
| Couto 37’ | Marcatori | 70’, 74’ Ševčenko |

| Arbitro: | Trefoloni (Siena) |

|                            |           |                     |
| Ševčenko 11’, 89’ Kaká 67’ | Marcatori | 59’ I. Franceschini |

| Arbitro: | Rodomonti (Teramo) |

|  |           |           |
|  | Marcatori | 20’ Pirlo |

| Milano 24 ottobre 2004, ore 20:30 CEST 7ª giornata | Milan            | 0 – 0 referto | Inter | Stadio Giuseppe Meazza (79.775 spett.)\| Arbitro: \| Rosetti (Torino) \| |
| Arbitro:                                           | Rosetti (Torino) |               |       |                                                                          |

| Arbitro: | Bertini (Arezzo) |

|                                         |           |  |
| Tomasson 53’ Kaladze 71’ Serginho 90+2’ | Marcatori |  |

| Arbitro: | Farina (Novi Ligure) |

|  |           |              |
|  | Marcatori | 76’ Ševčenko |

| Arbitro: | Bertini (Arezzo) |

|             |           |              |
| Ševčenko 6’ | Marcatori | 48’ Montella |

| Brescia 10 novembre 2004, ore 20:30 CET 11ª giornata | Brescia               | 0 – 0 referto | Milan | Stadio Mario Rigamonti (8.093 spett.)\| Arbitro: \| Racalbuto (Gallarate) \| |
| Arbitro:                                             | Racalbuto (Gallarate) |               |       |                                                                              |

| Arbitro: | Bertini (Arezzo) |

|                   |           |             |
| Ševčenko 26’, 38’ | Marcatori | 32’ Argilli |

| Arbitro: | Collina (Viareggio) |

|  |           |            |
|  | Marcatori | 49’ Crespo |

| Arbitro: | Pieri (Lucca) |

|               |           |                    |
| Gilardino 67’ | Marcatori | 82’ Kaká 90’ Pirlo |

| Arbitro: | Rodomonti (Teramo) |

|                                                                    |           |  |
| Seedorf 16’, 82’ Chiellini 22’ (aut.) Crespo 61’ Ševčenko 52’, 73’ | Marcatori |  |

| Torino 18 dicembre 2004, ore 20:30 CET 16ª giornata | Juventus         | 0 – 0 referto | Milan | Stadio delle Alpi (54.181 spett.)\| Arbitro: \| Bertini (Arezzo) \| |
| Arbitro:                                            | Bertini (Arezzo) |               |       |                                                                     |

| Arbitro: | Trefoloni (Siena) |

|                                                |           |                          |
| Crespo 23’, 36’, 57’ Ševčenko 50’ Tomasson 89’ | Marcatori | 75’ Bojinov 83’ Cassetti |

| Palermo 9 gennaio 2005, ore 20:30 CET 18ª giornata | Palermo          | 0 – 0 referto | Milan | Stadio Renzo Barbera (34.047 spett.)\| Arbitro: \| Rodomonti (Roma) \| |
| Arbitro:                                           | Rodomonti (Roma) |               |       |                                                                        |

| Arbitro: | Trefoloni (Siena) |

|                                              |           |              |
| Ševčenko 31’ Jankulovski 53’ (aut.) Kaká 90’ | Marcatori | 9’ Di Natale |

#### Girone di ritorno
| Arbitro: | Farina (Novi Ligure) |

|                |           |  |
| C. Colombo 28’ | Marcatori |  |

| Arbitro: | De Santis (Tivoli) |

|  |           |               |
|  | Marcatori | 27’ Locatelli |

| Arbitro: | Bertini (Arezzo) |

|              |           |                                    |
| Zampagna 33’ | Marcatori | 9’, 64’ Crespo 18’, 90+1’ Tomasson |

| Arbitro: | Rosetti (Torino) |

|                           |           |                 |
| Ševčenko 72’ Crespo 90+4’ | Marcatori | 56’ (rig.) Oddo |

| Arbitro: | Racalbuto (Gallarate) |

|  |           |                    |
|  | Marcatori | 39’ (aut.) Zamboni |

| Arbitro: | Tombolini (Ancona) |

|                |           |  |
| Serginho 90+2’ | Marcatori |  |

| Arbitro: | De Santis (Tivoli) |

|  |           |          |
|  | Marcatori | 74’ Kaká |

| Arbitro: | Bertini (Arezzo) |

|             |           |                           |
| Makinwa 73’ | Marcatori | 72’ Ambrosini 90+4’ Pirlo |

| Arbitro: | Rosetti (Torino) |

|          |           |  |
| Kaká 65’ | Marcatori |  |

| Arbitro: | Paparesta (Bari) |

|  |           |                             |
|  | Marcatori | 63’ Crespo 71’ (rig.) Pirlo |

| Arbitro: | Rodomonti (Teramo) |

|               |           |          |
| Rui Costa 14’ | Marcatori | 87’ Womé |

| Arbitro: | Collina (Viareggio) |

|                      |           |            |
| Chiesa 72’ Cozza 86’ | Marcatori | 63’ Crespo |

| Arbitro: | Paparesta (Bari) |

|             |           |  |
| Seedorf 65’ | Marcatori |  |

| Arbitro: | Rosetti (Torino) |

|                                |           |  |
| Kaká 34’ Tomasson 62’ Cafu 71’ | Marcatori |  |

| Arbitro: | De Santis (Tivoli) |

|             |           |                   |
| Maresca 25’ | Marcatori | 46’, 55’ Ševčenko |

| Arbitro: | Collina (Viareggio) |

|  |           |               |
|  | Marcatori | 28’ Trezeguet |

| Arbitro: | Trefoloni (Siena) |

|                       |           |                          |
| Konan 46’ Vučinić 83’ | Marcatori | 12’ Kaladze 53’ Ševčenko |

| Arbitro: | Tombolini (Ancona) |

|                               |           |                                                 |
| Serginho 8’, 16’ Tomasson 32’ | Marcatori | 9’ (aut.) Costacurta 77’ (rig.) Toni 79’ Barone |

| Arbitro: | Trefoloni (Siena) |

|                |           |              |
| Di Michele 56’ | Marcatori | 85’ Serginho |

### Coppa Italia

#### Fase finale
| Arbitro: | Nucini (Bergamo) |

|          |           |                        |
| Toni 79’ | Marcatori | 53’ Crespo 69’ Seedorf |

| Arbitro: | Palanca (Roma 1) |

|                                 |           |  |
| Brocchi 19’ Tomasson 77’ (rig.) | Marcatori |  |

| Arbitro: | Gabriele (Frosinone) |

|                                 |           |                     |
| Ambrosini 17’, 68’ Serginho 84’ | Marcatori | 21’, 37’ Di Michele |

| Arbitro: | Morganti (Ascoli Piceno) |

|                                                     |           |              |
| Iaquinta 21’ Mauri 62’, 90+5’ Di Michele 82’ (rig.) | Marcatori | 78’ Tomasson |

### Champions League

#### Fase a gironi
| Arbitro: | Fandel |

|  |           |             |
|  | Marcatori | 84’ Seedorf |

| Arbitro: | Veissière |

|                                     |           |           |
| Ševčenko 8’ Inzaghi 89’ Pirlo 90+1’ | Marcatori | 74’ Varga |

| Arbitro: | Poll |

|              |           |  |
| Ševčenko 31’ | Marcatori |  |

| Arbitro: | Meier |

|                          |           |              |
| Eto'o 37’ Ronaldinho 89’ | Marcatori | 17’ Ševčenko |

| Arbitro: | De Bleeckere |

|                                 |           |  |
| Kaká 52’, 90+2’ Crespo 53’, 85’ | Marcatori |  |

| Glasgow 7 dicembre 2004, ore 20:45 CET 6ª giornata – Gruppo F | Celtic   | 0 – 0 referto | Milan | Celtic Park (60.000 spett.)\| Arbitro: \| Vassaras \| |
| Arbitro:                                                      | Vassaras |               |       |                                                       |

#### Fase ad eliminazione diretta
| Arbitro: | Mejuto González |

|  |           |            |
|  | Marcatori | 78’ Crespo |

| Arbitro: | Fandel |

|            |           |  |
| Crespo 61’ | Marcatori |  |

| Arbitro: | Sars |

|                         |           |  |
| Stam 45+1’ Ševčenko 74’ | Marcatori |  |

| Arbitro: | Merk |

|  |           |              |
|  | Marcatori | 30’ Ševčenko |

Partita prima sospesa e poi interrotta dall'arbitro dopo 73 minuti sul risultato di 0-1 a causa del lancio di oggetti in campo da parte dei tifosi dell'Inter tra cui un petardo che ha colpito il portiere del Milan Dida, a seguito di una rete annullata all'interista Cambiasso al 71° minuto dall'arbitro Markus Merk.
| Arbitro: | Vassaras |

|                           |           |  |
| Ševčenko 42’ Tomasson 90’ | Marcatori |  |

| Arbitro: | Hauge |

|                         |           |                 |
| Park 9’ Cocu 65’, 90+2’ | Marcatori | 90+1’ Ambrosini |

| Arbitro: | Mejuto González |

|                                       |                      |                                        |
| Maldini 1’ Crespo 39’, 44’            | Marcatori            | 54’ Gerrard 56’ Šmicer 60’ Xabi Alonso |
| Serginho Pirlo Tomasson Kaká Ševčenko | Tiri di rigore 2 – 3 | Hamann Cissé Riise Šmicer              |

### Supercoppa italiana
| Arbitro: | Collina (Viareggio) |

|                        |           |  |
| Ševčenko 36’, 43’, 77’ | Marcatori |  |

## Statistiche

### Statistiche di squadra
| Competizione        | Punti | In casa | In casa | In casa | In casa | In casa | In casa | In trasferta | In trasferta | In trasferta | In trasferta | In trasferta | In trasferta | Totale | Totale | Totale | Totale | Totale | Totale | DR  |
| Competizione        | Punti | G       | V       | N       | P       | Gf      | Gs      | G            | V            | N            | P            | Gf           | Gs           | G      | V      | N      | P      | Gf     | Gs     | DR  |
| ------------------- | ----- | ------- | ------- | ------- | ------- | ------- | ------- | ------------ | ------------ | ------------ | ------------ | ------------ | ------------ | ------ | ------ | ------ | ------ | ------ | ------ | --- |
| Serie A             | 79    | 19      | 11      | 5       | 3       | 38      | 17      | 19           | 12           | 5            | 2            | 25           | 11           | 38     | 23     | 10     | 5      | 63     | 28     | +35 |
| Coppa Italia        | -     | 2       | 2       | 0       | 0       | 5       | 2       | 2            | 1            | 0            | 1            | 3            | 5            | 4      | 3      | 0      | 1      | 8      | 7      | +1  |
| Champions League    | -     | 6       | 6       | 0       | 0       | 13      | 1       | 6            | 3            | 1            | 2            | 7            | 5            | 13     | 9      | 2      | 2      | 23     | 9      | -   |
| Supercoppa italiana | -     | 1       | 1       | 0       | 0       | 3       | 0       | -            | -            | -            | -            | -            | -            | 1      | 1      | 0      | 0      | 3      | 0      | +3  |
| Totale              | -     | 27      | 19      | 5       | 3       | 56      | 20      | 27           | 16           | 6            | 5            | 35           | 21           | 56     | 36     | 12     | 8      | 97     | 44     | +53 |

### Andamento in campionato
| Giornata  | 1  | 2 | 3  | 4 | 5 | 6 | 7 | 8 | 9 | 10 | 11 | 12 | 13 | 14 | 15 | 16 | 17 | 18 | 19 | 20 | 21 | 22 | 23 | 24 | 25 | 26 | 27 | 28 | 29 | 30 | 31 | 32 | 33 | 34 | 35 | 36 | 37 | 38 |
| --------- | -- | - | -- | - | - | - | - | - | - | -- | -- | -- | -- | -- | -- | -- | -- | -- | -- | -- | -- | -- | -- | -- | -- | -- | -- | -- | -- | -- | -- | -- | -- | -- | -- | -- | -- | -- |
| Luogo     | C  | T | C  | T | C | T | C | C | T | C  | T  | C  | T  | T  | C  | T  | C  | T  | C  | T  | C  | T  | C  | T  | C  | T  | T  | C  | T  | C  | T  | C  | C  | T  | C  | T  | C  | T  |
| Risultato | N  | V | P  | V | V | V | N | V | V | N  | N  | V  | V  | V  | V  | N  | V  | N  | V  | P  | P  | V  | V  | V  | V  | V  | V  | V  | V  | N  | P  | V  | V  | V  | P  | N  | N  | N  |
| Posizione | 11 | 4 | 11 | 4 | 3 | 2 | 3 | 2 | 2 | 2  | 2  | 2  | 2  | 2  | 2  | 2  | 2  | 2  | 2  | 2  | 2  | 2  | 2  | 2  | 1  | 1  | 1  | 1  | 1  | 1  | 2  | 2  | 1  | 1  | 2  | 2  | 2  | 2  |

Fonte:  Serie A – Classifiche, su legaseriea.it. URL consultato l'11 novembre 2017 (archiviato dall'url originale il 12 giugno 2018).
Legenda:

Luogo: C = Casa; T = Trasferta. Risultato: V = Vittoria; N = Pareggio; P = Sconfitta.

### Statistiche dei giocatori
Sono in corsivo i calciatori che hanno lasciato la società durante la stagione.
| Giocatore     | Serie A  | Serie A | Serie A     | Serie A    | Coppa Italia | Coppa Italia | Coppa Italia | Coppa Italia | Champions League | Champions League | Champions League | Champions League | Supercoppa italiana | Supercoppa italiana | Supercoppa italiana | Supercoppa italiana | Totale   | Totale | Totale      | Totale     |
| Giocatore     | Presenze | Reti    | Ammonizioni | Espulsioni | Presenze     | Reti         | Ammonizioni  | Espulsioni   | Presenze         | Reti             | Ammonizioni      | Espulsioni       | Presenze            | Reti                | Ammonizioni         | Espulsioni          | Presenze | Reti   | Ammonizioni | Espulsioni |
| ------------- | -------- | ------- | ----------- | ---------- | ------------ | ------------ | ------------ | ------------ | ---------------- | ---------------- | ---------------- | ---------------- | ------------------- | ------------------- | ------------------- | ------------------- | -------- | ------ | ----------- | ---------- |
| C. Abbiati    | 3        | -5      | 0           | 0          | 4            | -7           | 0            | 0            | 1                | -0               | 0                | 0                | 0                   | -0                  | 0                   | 0                   | 8        | -12    | 0           | 0          |
| M. Ambrosini  | 22       | 1       | 5           | 1          | 4            | 2            | 0            | 0            | 11               | 1                | 2                | 0                | 1                   | 0                   | 0                   | 0                   | 38       | 4      | 7           | 1          |
| C. Brocchi    | 11       | 0       | 0           | 0          | 3            | 1            | 0            | 0            | 2                | 0                | 1                | 0                | 0                   | 0                   | 0                   | 0                   | 16       | 1      | 1           | 0          |
| Cafu          | 33       | 1       | 6           | 0          | 1            | 0            | 0            | 0            | 12               | 0                | 1                | 0                | 1                   | 0                   | 0                   | 0                   | 47       | 1      | 7           | 0          |
| F. Coloccini  | 1        | 0       | 0           | 0          | 3            | 0            | 1            | 0            | 1                | 0                | 0                | 0                | 0                   | 0                   | 0                   | 0                   | 5        | 0      | 1           | 0          |
| A. Costacurta | 14       | 0       | 4           | 0          | 3            | 0            | 0            | 0            | 5                | 0                | 0                | 0                | 0                   | 0                   | 0                   | 0                   | 22       | 0      | 4           | 0          |
| H. Crespo     | 28       | 10      | 1           | 0          | 1            | 1            | 0            | 0            | 10               | 6                | 0                | 0                | 1                   | 0                   | 0                   | 0                   | 40       | 17     | 1           | 0          |
| V. Dhorasoo   | 12       | 0       | 2           | 0          | 3            | 0            | 0            | 0            | 4                | 0                | 0                | 0                | 1                   | 0                   | 0                   | 0                   | 20       | 0      | 2           | 0          |
| Dida          | 36       | -23     | 0           | 1          | 0            | -0           | 0            | 0            | 13               | -9               | 0                | 0                | 1                   | -0                  | 0                   | 0                   | 50       | -32    | 0           | 1          |
| H. Esajas     | 0        | 0       | 0           | 0          | 1            | 0            | 0            | 0            | 0                | 0                | 0                | 0                | 0                   | 0                   | 0                   | 0                   | 1        | 0      | 0           | 0          |
| V. Fiori      | 0        | -0      | 0           | 0          | 0            | -0           | 0            | 0            | 0                | -0               | 0                | 0                | 0                   | -0                  | 0                   | 0                   | 0        | -0     | 0           | 0          |
| G. Gattuso    | 32       | 0       | 5           | 0          | 2            | 0            | 0            | 0            | 11               | 0                | 3                | 0                | 1                   | 0                   | 0                   | 0                   | 46       | 0      | 8           | 0          |
| F. Inzaghi    | 11       | 0       | 0           | 0          | 2            | 0            | 1            | 0            | 2                | 1                | 0                | 0                | 0                   | 0                   | 0                   | 0                   | 15       | 1      | 1           | 0          |
| Kaká          | 36       | 7       | 5           | 0          | 1            | 0            | 0            | 0            | 13               | 2                | 1                | 0                | 1                   | 0                   | 0                   | 0                   | 51       | 9      | 6           | 0          |
| K. K'aladze   | 19       | 2       | 4           | 0          | 2            | 0            | 0            | 0            | 5                | 0                | 0                | 0                | 0                   | 0                   | 0                   | 0                   | 26       | 2      | 4           | 0          |
| P. Maldini    | 33       | 0       | 4           | 0          | 0            | 0            | 0            | 0            | 13               | 1                | 0                | 0                | 1                   | 0                   | 0                   | 0                   | 47       | 1      | 4           | 0          |
| L. Marzorati  | 1        | 0       | 0           | 0          | 0            | 0            | 0            | 0            | 0                | 0                | 0                | 0                | 0                   | 0                   | 0                   | 0                   | 1        | 0      | 0           | 0          |
| A. Nesta      | 29       | 0       | 4           | 2          | 3            | 0            | 0            | 0            | 12               | 0                | 3                | 0                | 1                   | 0                   | 0                   | 0                   | 45       | 0      | 7           | 2          |
| G. Pancaro    | 18       | 1       | 2           | 1          | 4            | 0            | 0            | 0            | 1                | 0                | 0                | 0                | 0                   | 0                   | 0                   | 0                   | 23       | 1      | 2           | 1          |
| R. Perticone  | 1        | 0       | 0           | 0          | 0            | 0            | 0            | 0            | 0                | 0                | 0                | 0                | 0                   | 0                   | 0                   | 0                   | 1        | 0      | 0           | 0          |
| A. Pirlo      | 30       | 4       | 4           | 0          | 1            | 0            | 0            | 0            | 12               | 1                | 0                | 0                | 0                   | 0                   | 0                   | 0                   | 43       | 5      | 4           | 0          |
| Rui Costa     | 24       | 1       | 4           | 0          | 4            | 0            | 0            | 0            | 9                | 0                | 0                | 0                | 1                   | 0                   | 0                   | 0                   | 38       | 1      | 4           | 0          |
| C. Seedorf    | 32       | 5       | 3           | 0          | 4            | 1            | 0            | 0            | 13               | 1                | 2                | 0                | 0                   | 0                   | 0                   | 0                   | 49       | 7      | 5           | 0          |
| Serginho      | 22       | 5       | 1           | 0          | 3            | 1            | 1            | 0            | 6                | 0                | 0                | 0                | 1                   | 0                   | 0                   | 0                   | 32       | 6      | 2           | 0          |
| A. Ševčenko   | 29       | 17      | 2           | 0          | 0            | 0            | 0            | 0            | 10               | 6                | 1                | 0                | 1                   | 3                   | 0                   | 0                   | 40       | 26     | 3           | 0          |
| D. Šimić      | 2        | 0       | 0           | 0          | 1            | 0            | 0            | 0            | 0                | 0                | 0                | 0                | 0                   | 0                   | 0                   | 0                   | 3        | 0      | 0           | 0          |
| J. Stam       | 17       | 0       | 5           | 0          | 2            | 0            | 0            | 0            | 8                | 1                | 1                | 0                | 1                   | 0                   | 0                   | 0                   | 28       | 1      | 6           | 0          |
| J.D. Tomasson | 30       | 6       | 2           | 0          | 3            | 2            | 0            | 0            | 6                | 1                | 1                | 0                | 1                   | 0                   | 0                   | 0                   | 40       | 9      | 3           | 0          |

## Eredità culturale
In Turchia, la rosa dell'AC Milan della stagione 2004-2005 è considerata parte della "conoscenza generale che ogni persona dovrebbe sapere a memoria" ed è comunemente chiamata "La Rosa Leggendaria del Milan" (Efsane Milan Kadrosu). La seguente formazione è considerata quella che ogni persona, compresi coloro che non sono interessati al calcio, dovrebbe conoscere: Dida (portiere) – Cafu, Nesta, Stam, Maldini (difesa) – Pirlo, Gattuso, Seedorf, Kaká (centrocampo) – Shevchenko, Crespo/Inzaghi (attacco). Tuttavia, alcuni sostengono che la vera Rosa Leggendaria del Milan sia quella del periodo 1988–1994.